# Judy Faulkner
Judith « Judy » R. Faulkner (née en août 1943) est une milliardaire américaine, PDG et fondatrice d'Epic Systems, une société de logiciels de santé située dans le Wisconsin . Faulkner a fondé Epic Systems en 1979, sous le nom d'origine de Human Services Computing. En 2013, Forbes la qualifiait de « femme la plus puissante des soins de santé », et sur la liste 2018 du magazine des milliardaires du monde, elle était classée n°652 et la troisième femme autodidacte la plus riche, avec une valeur nette de 3,8 milliards de dollars.

## Biographie

### Enfance et éducation
Judy Faulkner est née en août 1943 de Louis et Del Greenfield. Les parents de Faulkner ont inspiré son intérêt précoce pour les soins de santé ; son père, Louis, était pharmacien et sa mère, Del, était directrice des Oregon Physicians for Social Responsibility. Grâce à son affiliation avec l'Association internationale des médecins pour la prévention de la guerre nucléaire, Del Greenfield a remporté le prix Nobel de la paix en 1985. Elle a été élevée dans le quartier Erlton de Cherry Hill, New Jersey et diplômée de Moorestown en 1961. Elle a obtenu un baccalauréat en mathématiques du Dickinson College et un master en informatique de l'université du Wisconsin à Madison . Elle n'a pas poursuivi en doctorat, mais l'université du Wisconsin à Madison lui a décerné un doctorat honorifique du département d'informatique en 2010.

### Carrière
En 1979, peu de temps après avoir obtenu son master, Judy Faulkner a cofondé Human Services Computing avec le Dr John Greist. Human Services Computing, qui est devenu plus tard Epic Systems, a commencé dans un sous-sol au 2020 University Avenue à Madison, WI. L'entreprise a été lancée avec un investissement de 70 000 dollars de la part d'amis et membre de la famille, mais n'a jamais pris d'investissement de capital-risque ou de capital-investissement et reste une entreprise privée. Faulkner est fière du fait qu'Epic est une entreprise locale ; ils n'ont jamais acquis une autre entreprise  et Faulkner a déclaré qu'ils ne deviendraient jamais publics. Epic Systems détient désormais les dossiers médicaux de plus de 200 millions de personnes. Les logiciels d'Epic ont changé la manière dont les informations médicales sont collectées, analysées et relayées. La croissance de l'entreprise a stimulé l'économie du comté de Dane. Faulkner et sa famille possèdent actuellement 43% d'Epic Systems.

## Prix et reconnaissance
Judy Faulkner est entrée dans le Top 50 américain des femmes dans la technologie 2018 du magazine Forbes.

## Epic Systems dans la lutte contre le Covid-19
La société Epic systems s’est associée à l’organisation à but non lucratif de technologie de l’information de la santé OCHIN de Portland, pour créer une application qui permet aux personnels de santé d’effectuer un dépistage et un triage des patients en dehors des sites de santé. L’application a été déployée en premier à Washington, autrefois l’épicentre de l’épidémie du coronavirus aux États-Unis. Elle permet aux patients d’effectuer un auto-dépistage des symptômes du Covid-19 et de s’enregistrer dans un site de soin d’urgence local. Il sera possible aux épidémiologistes de l’État de surveiller les données de l’application pour suivre les tendances comté par comté et effectuer un suivi direct des patients.

## Vie privée
Judy Faulkner vit à Madison (Wisconsin). Elle est mariée au Dr Gordon Faulkner, un pédiatre. Ils ont trois enfants.  En 2016, elle a signé The Giving Pledge, engageant 99 % de ses actifs dans la philanthropie.